# Guitar Foundation of America
Pour les articles homonymes, voir GFA.
Le GFA (Guitar Foundation of America) est un festival de guitare classique durant lequel se déroule un concours ayant lieu une fois par an, principalement aux États-Unis (ou ailleurs). Il est considéré comme le plus prestigieux au monde, devant le "Francisco Tarrega", à Benicassim en Espagne, offrant une tournée de concerts et l'enregistrement d'un programme de récital chez le label Naxos.

## Liste des gagnants
- 2025 : Virgile Barthe (France)
- 2024 : Leonela Alejandro (Puerto Rico)
- 2023 : Marko Topchii (Ukraine)
- 2022 : Lovro Peretić (Croatie)
- 2021 : Bokyung Byun (Corée du Sud)
- 2020 : édition annulée (Covid-19)
- 2019 : Johan Smith (Suisse)
- 2018 : Raphaël Feuillâtre (France)
- 2017 : Tengyue Zhang (Chine)
- 2016 : Xavier Jara (USA)
- 2015 : Thibaut Garcia (France)
- 2014 : Ekachai Jearakul (Thailande)
- 2013 : Anton Baranov (Russie)
- 2012 : Rovshan Mamedkuliev (Russie)
- 2011 : Vladimir Gorbach (Russie)
- 2010 : Johannes Möller (Suède)
- 2009 : Florian Larousse (France)
- 2008 : Gabriel Bianco (France)
- 2007 : Marcin Dylla (Pologne)
- 2006 : Thomas Viloteau (France)
- 2005 : Jérôme Ducharme (Canada)
- 2004 : Goran Krivokapić (Serbie)
- 2003 : Jérémy Jouve (France)
- 2002 : Dimitri Illarionov (Russie)
- 2001 : Johan Fostier (Belgique)
- 2000 : Martha Masters (USA)
- 1999 : Lorenzo Micheli (Italie)
- 1998 : Denis Azabagic (Bosnie-Herzégovine)
- 1997 : Judicaël Perroy (France)
- 1996 : Fábio Zanon (Brésil)
- 1995 : Antigóni Góni (Grèce)
- 1994 : Margarita Escarpa (Espagne)
- 1993 : Kevin Gallagher (USA)
- 1992 : Jason Vieaux (USA)
- 1991 : Alexei Zimakov (Russie)
- 1990 : Joseph Hagedorn (USA)
- 1989 : Marc Teicholz (USA)
- 1988 : Olivier Chassain (France)
- 1987 : Ricardo Cobo (Colombia)
- 1986 : Peter Clemente (USA)
- 1985 : Mary Akerman (USA)
- 1983 : Adam Holzman (en) (USA)
- 1982 : Michael Chapdelaine (USA)

Palmarès par nationalité :
- USA : 11
- France : 9
- Russie : 4
- Italie : 1
- Espagne : 1
- Canada : 1
- Bosnie-Herzégovine : 1
- Serbie : 1
- Pologne : 1
- Grèce : 1
- Belgique : 1
- Suède : 1
- Thaïlande : 1
- Chine : 1
- Suisse : 1
- Corée du Sud : 1
- Ukraine : 1
- Croatie : 1
- Puerto Rico : 1